# Helsingborgs Dagblad
Helsingborgs Dagblad er en svensk avis, grundlagt i 1867. Dengang var den kun en af fire aviser i Helsingborg, men er nu den eneste. Avisen er politisk uafhængig. Oplaget er på ca. 84 000 eksemplarer daglig.

## Historik
- 1867 – Helsingborgs Tidning grundlægges af bogtrykkeren Nils Jönsson.
- 1884 – Helsingborgs Tidning ændrer sit navn til Helsingborgs Dagblad.
- 1892 – Helsingborgs Dagblad bliver Sveriges første 7-dages avis.
- 1931 – Familjen Sommelius bliver majoritetsejere i Helsingborgs Dagblad.
- 1995 – hd.se begynder at lægge sine nyheder på internettet.
- 1999 – Helsingborgs Dagblad tager nye trykpresser i brug.
- 2001 – Nordvästra Skånes Tidningar, Landskronaposten och Helsingborgs Dagblad går sammen i et 50/50-ejerskab mellem familierne Sommelius og Ander.
- 2006 – Fredag d. 3. februar fik Helsingborgs Dagblad tabloidformat.

## Ekstern henvisning
- Helsingborgs Dagblad på nettet